# Голяк (Ястребарсько)
Голяк (хорв. Goljak) — населений пункт у Хорватії, у Загребській жупанії у складі міста Ястребарсько.

## Населення
Населення за даними перепису 2011 року становило 59 осіб.
Динаміка чисельності населення поселення:

## Клімат
Середня річна температура становить 10,57 °C, середня максимальна – 25,16 °C, а середня мінімальна – -6,47 °C. Середня річна кількість опадів – 1030 мм.
| Клімат поселення                              | Клімат поселення | Клімат поселення | Клімат поселення | Клімат поселення | Клімат поселення | Клімат поселення | Клімат поселення | Клімат поселення | Клімат поселення | Клімат поселення | Клімат поселення | Клімат поселення | Клімат поселення |
| Показник                                      | Січ.             | Лют.             | Бер.             | Квіт.            | Трав.            | Черв.            | Лип.             | Серп.            | Вер.             | Жовт.            | Лист.            | Груд.            |                  |
| Середній максимум, °C                         | 6,32             | 8,48             | 12,94            | 17,36            | 22,10            | 25,16            | 24,78            | 24,10            | 20,35            | 15,06            | 9,20             | 5,09             |                  |
| Середня температура, °C                       | −0,1             | 2,09             | 6,53             | 10,96            | 15,69            | 18,76            | 20,50            | 19,83            | 16,08            | 10,79            | 4,94             | 0,79             |                  |
| Середній мінімум, °C                          | −6,47            | −4,31            | 0,14             | 4,56             | 9,30             | 12,37            | 16,23            | 15,53            | 11,79            | 6,50             | 0,64             | −3,48            |                  |
| Норма опадів, мм                              | 58               | 56               | 69               | 80               | 85               | 106              | 98               | 98               | 99               | 101              | 103              | 77               |                  |
| Середньомісячна швидкість вітру, м/с          | 1.49             | 1.60             | 2.01             | 1.95             | 1.80             | 1.70             | 1.60             | 1.50             | 1.40             | 1.41             | 1.51             | 1.50             |                  |
| Середньомісячна сонячна радіація, кДж/м²·день | 4105             | 6868             | 10438            | 14921            | 19091            | 21011            | 21886            | 19018            | 13969            | 8635             | 4523             | 3347             |                  |
| --------------------------------------------- | ---------------- | ---------------- | ---------------- | ---------------- | ---------------- | ---------------- | ---------------- | ---------------- | ---------------- | ---------------- | ---------------- | ---------------- | ---------------- |
| Джерело:                                      |                  |                  |                  |                  |                  |                  |                  |                  |                  |                  |                  |                  |                  |